# Robert Baldwin
Robert Baldwin (York, Canadá Superior, 12 de maio de 1804 — Toronto, Canadá Oeste, 9 de dezembro de 1858) foi um advogado e político canadense que, junto com seu parceiro político Louis-Hippolyte La Fontaine, liderou o primeiro ministério responsável do Canadá. O "governo responsável" marcou a independência democrática do país, sem uma revolução, embora não sem violência. Esta conquista incluiu também a introdução do governo municipal, a introdução de um sistema jurídico moderno e do sistema de júri canadense e a abolição da prisão por dívidas. Baldwin também se destacou por ter resistido a uma tradição de décadas de terrorismo da Ordem de Orange de reformas políticas na colônia, que chegou a incendiar os edifícios do Parlamento em Montreal em 1849.

## Família

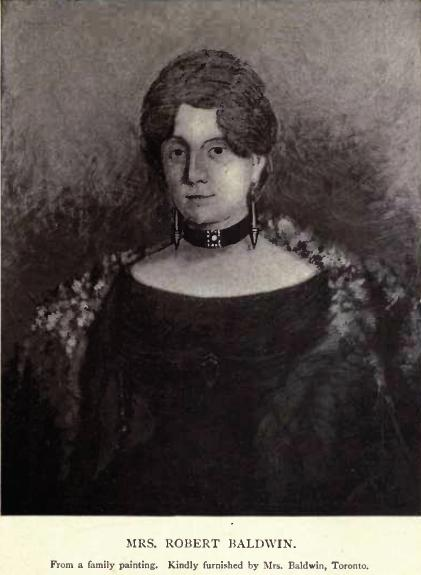
Augusta Elizabeth Baldwin

O avô de Robert Baldwin, também chamado Robert Baldwin ("Robert, o Emigrante") mudou-se da Irlanda para o Canadá Superior em 1799. Seu pai era William Warren Baldwin (25 de abril de 1775 – 8 de janeiro de 1844).
A família Baldwin era proeminente. Robert Baldwin tinha entre seus primos influentes membros da província, tais como o bispo anglicano Maurice Baldwin, o prefeito de Toronto, Robert Baldwin Sullivan e o líder irlandês-católico Connell James Baldwin. A família Russell-Willcocks-Baldwin formou um "compacto" de elite muito parecido com a família liderada por John Beverley Robinson, contra quem eles rivalizaram.
Robert Baldwin, advogado em York (atual Toronto), casou-se com sua prima Augusta Elizabeth Sullivan, filha de Daniel Sullivan, em 3 de maio de 1827. O casal teve quatro filhos, dois homens e duas mulheres. Augusta Elizabeth morreu em 11 de janeiro de 1836. Robert Baldwin morreu em 9 de dezembro de 1858.
Robert Baldwin é avô de Frederick Walker Baldwin, um pioneiro da aviação canadense e parceiro do famoso inventor Alexander Graham Bell. Robert Baldwin é também avô de Robert Baldwin Ross, jornalista e crítico de arte nascido na França, e executor literário de Oscar Wilde.

## Princípios políticos

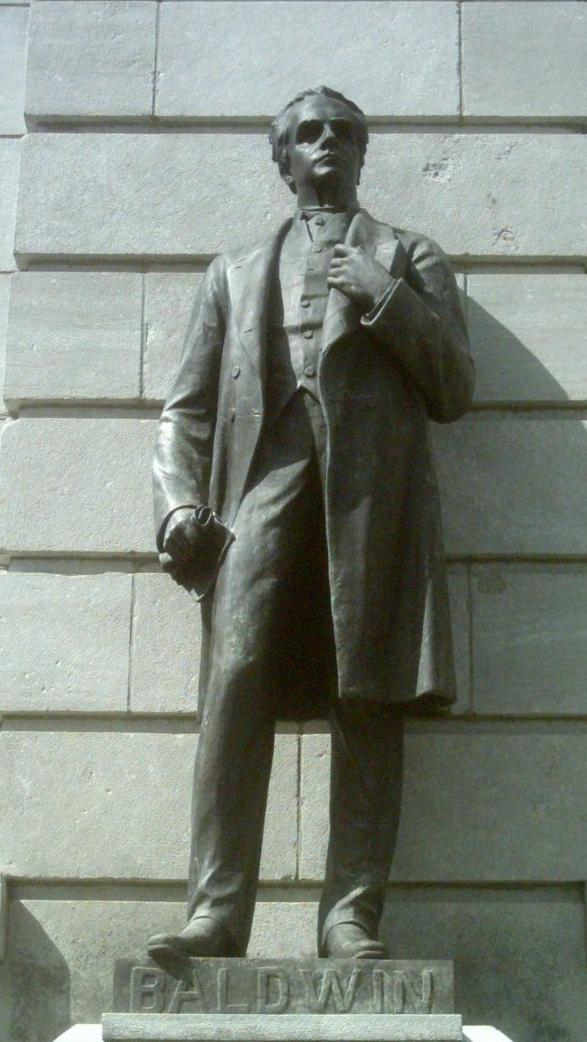
Estátua de Robert Baldwin por Alfred Laliberté em frente ao Edifício do Parlamento de Quebec.

### Primeiros princípios
Os princípios políticos de Baldwin devem ser vistos no contexto do "Partido do País" do século XVIII, uma coligação flexível de parlamentares cuja influência também foi sentida na Revolução Americana e na política jacksoniana subsequente. O Partido do País incorporou um humanismo cívico inspirado nas antigas concepções gregas e romanas de cidadania e no valor de uma participação política altruísta para o bem público; os poucos egoístas que colocaram seus interesses pessoais à frente do bem público ameaçaram o compromisso moral de todos os cidadãos com a participação política. O humanismo cívico do Partido do País rejeitou a ideologia comercial do partido real da "Corte". O Partido do País tinha uma ênfase republicana que buscava preservar o poder de um parlamento democrático contra as invasões da coroa durante a vasta expansão da administração do Estado, o crédito público e as revoluções financeiras e comerciais do final do século XVIII e início do século XIX. Foi semelhante às concepções americanas de "republicanismo cívico", que se desenvolveram após a revolução entre os democratas jacksonianos, assim como no movimento cartista da Grã-Bretanha no final da década de 1830.

### Governo responsável
O conceito de "governo responsável" foi atribuído ao Dr. William W. Baldwin e ao seu filho, Robert. Embora a ideia da responsabilidade ministerial colonial para um parlamento colonial tenha sido apregoada desde o final do século XVIII, os Baldwins foram os primeiros a implementar com sucesso o princípio. O significado da frase evoluiu ao longo do tempo. Em uma petição de 1828 do Canadá Superior ao Parlamento britânico sobre os males coloniais, foi uma afirmação de que o Ato Constitucional de 1791 era um tratado entre o Parlamento britânico e os povos coloniais, e não poderia ser arbitrariamente alterado por uma ou outra parte. Em 1836, quando Baldwin convenceu os membros do Conselho Executivo a renunciarem devido à recusa do vice-governador Francis Bond Head de consultá-los sobre as nomeações administrativas, não significava responsabilidade ministerial para a Assembleia eleita (os Conselheiros Executivos não eram ministros), mas a obrigação da Coroa de consultar esse Conselho. A sutiliza da frase aponta para o seu verdadeiro objetivo, "soberania por sigilo", sem rebelião. Só depois das Rebeliões de 1837 e da implementação do Relatório Durham, foi que o Conselho Executivo se tornou um gabinete de ministros que eram chefes de departamentos e a frase "governo responsável" passou a significar sua responsabilidade para com a Assembleia eleita, não a nomeada pelo governador.

### Governo municipal
O governo municipal no Canadá Superior estava sob o controle de magistrados nomeados, que se encontravam em tribunais para administrar as leis dentro de um distrito. Algumas cidades, como Toronto, foram incorporadas por atos especiais da legislatura. Após a União dos Canadás, o novo governador, Charles Edward Poulett Thomson, encabeçou a aprovação da Lei dos Conselhos Distritais que transferiu o governo municipal para os conselhos distritais. Seu projeto de lei permitia dois conselheiros eleitos de cada município, mas o administrador, o escrivão e o tesoureiro eram nomeados pelo governo. Isso permitiu então um forte controle administrativo e a continuação de nomeações de patrocínio governamental. O projeto de Poulett Thomson atendia às maiores preocupações em limitar a participação popular sob a tutela de um executivo forte. Baldwin foi um dos poucos reformistas que se opuseram à Lei do Conselho Distrital; ele considerou sua substituição pela Lei Baldwin de 1849, uma das suas maiores realizações. A Lei Baldwin tornou o governo municipal verdadeiramente democrático e não uma extensão do controle central da Coroa. Ele delegou autoridade para os governos municipais para que eles pudessem aumentar os impostos e criar normas gerais. Estabeleceu também uma hierarquia de tipos de governos municipais, começando no topo com as cidades e continuando com vilas e finalmente aldeias. Este sistema deveria prevalecer nos próximos 150 anos.

## Carreira política
Robert Baldwin não era um político natural. Ele foi descrito como melancólico, e desconfortável em público. Realizou discursos em um estilo sussurrante e paralisante. Embora eleito em 1830 como membro da Assembleia Legislativa pela cidade de York em uma eleição parcial, foi derrotado nas eleições gerais no final desse ano. Apesar deste começo desfavorável, sua adesão ao princípio e seu destemor diante da violência eleitoral da Ordem de Orange ganhou-lhe a lealdade dos eleitores no período pós-rebelião.

### Rebelião de 1837

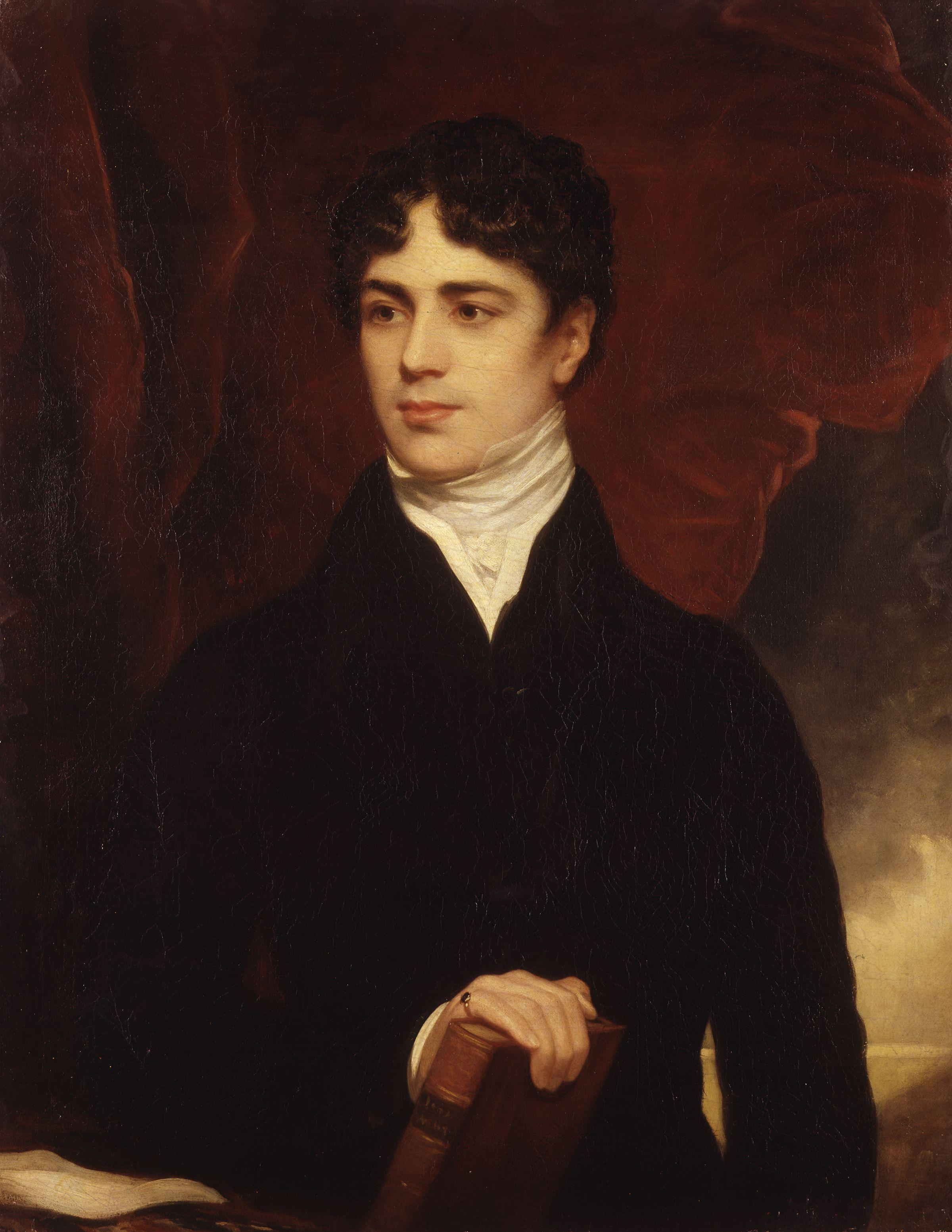
John George Lambton, 1º Conde de Durham

Depois de perder sua cadeira na eleição de 1830, Baldwin retirou-se para sua prática jurídica privada até a morte de sua esposa, em decorrência de uma cesariana em 1836. Não participou do movimento da União Política da década de 1830. Duas semanas após a morte de Eliza Baldwin, Sir Francis Bond Head (1793–1875) chegou como o novo vice-governador, para resolver as queixas da reforma. Ele procurou e nomeou os reformadores Baldwin, John Dunn e John Rolph para o Conselho Executivo, três membros da Family Compact, ou "Pacto Familiar", um termo utilizado pelos historiadores para um pequeno grupo fechado de homens que exerceram a maior parte do poder político, econômico e judicial no Canadá Superior (atual Ontário) de 1810 até a década de 1840. A condição de Baldwin para se juntar ao Conselho Executivo foi um compromisso verbal feito por Bond Head para o governo responsável. Bond Head mais tarde se recusou a confirmar por escrito o acordo, então Baldwin renunciou dentro de um mês e convenceu os outros conselheiros, reformista e tory, a renunciar junto com ele. Isso convenceu Bond Head de que os reformadores eram incontroláveis. Convocou uma eleição imediata, na qual ele, como vice-governador, entrou na disputa eleitoral e com o uso da violência empregada na votação pela Ordem de Orange, expurgou os reformadores da Assembleia Legislativa.
Baldwin viajou para a Grã-Bretanha em 1836 para falar com o secretário colonial, Lorde Glenelg, mas este se recusou a recebê-lo. Baldwin então escreveu a Glenelg, que "se for o desejo da Pátria Mãe manter a colônia ... só poderá ser feito ou pela força, ou com o consentimento do povo. Considero que a Grã-Bretanha não deseja exercer um Governo da Espada". Ele ofereceu o remédio - governo responsável - mas foi rejeitado e a colônia iniciou uma rebelião.
Embora fosse um reformador moderado, Robert Baldwin desaprovou veementemente a rebelião de 1837–1838 e em função de seus pontos de vista, prestou alegadamente uma defesa inexpressiva de Peter Matthews, que foi executado por seu papel na rebelião. Baldwin serviu como intermediário, com John Rolph, entre os rebeldes e o vice-governador, levando uma bandeira de trégua ao campo rebelde no norte de Toronto, em 5 de dezembro de 1837, mas não conseguiu evitar um confronto armado. Ele e seu pai William recomendaram a Lorde Durham, que sugerisse um governo responsável para o governo britânico.

### União dos Canadás

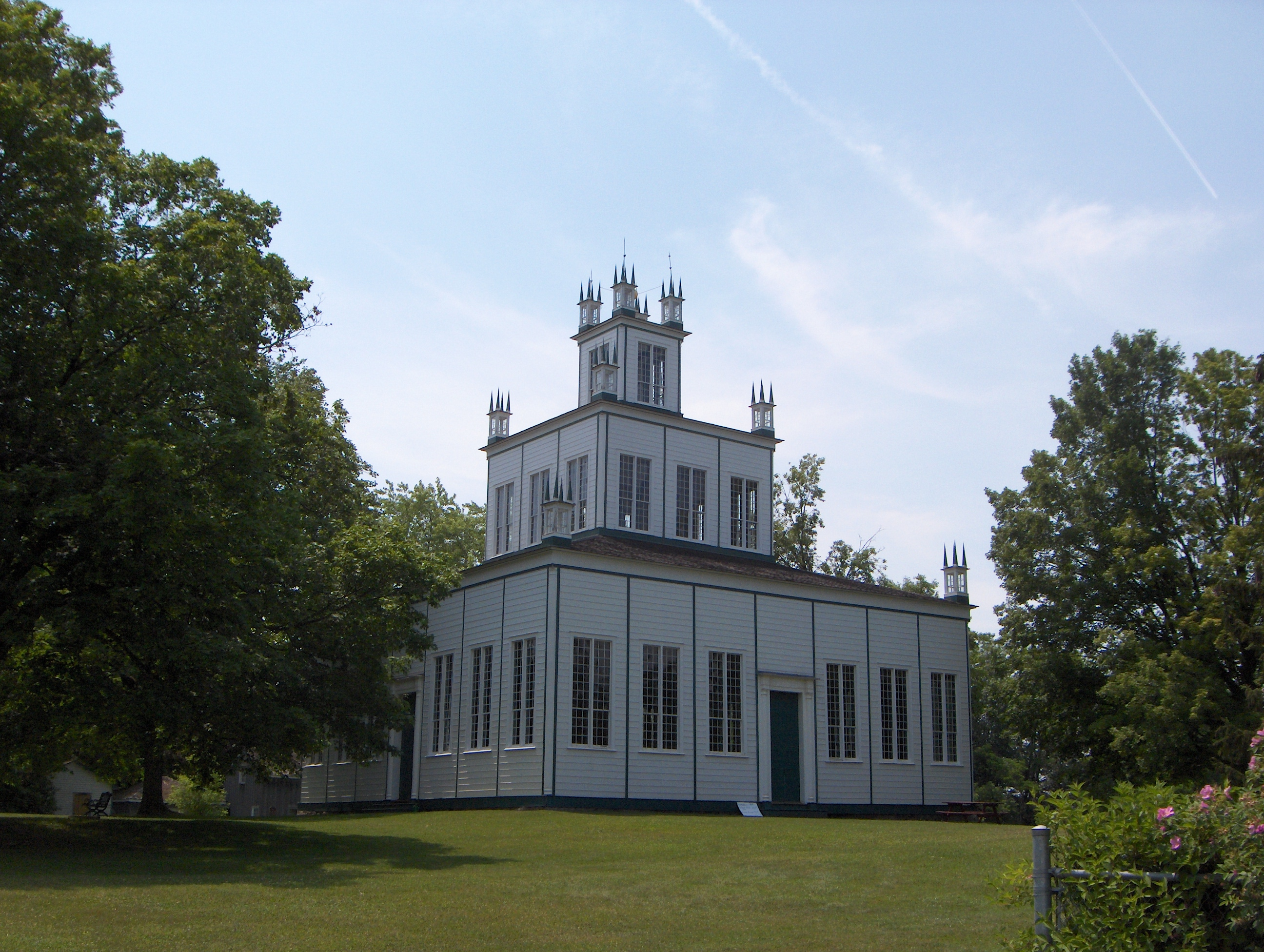
O Templo dos Filhos da Paz, em Sharon.

Em resposta ao Relatório Durham, o governo britânico nomeou governador Charles Edward Poulett Thomson (mais tarde Lorde Sydenham) com duas tarefas principais. Em primeiro lugar, ele deveria enfraquecer o voto dos franco-canadenses no Canadá Inferior através da união das províncias dos Canadás Superior e Inferior e fortalecer um Conselho Executivo. Em segundo lugar, deveria fortalecer o governo britânico, impondo um novo sistema de conselhos distritais de controle central, que tomaria grande parte da competência legislativa da Assembleia eleita, deixando pouco para se fazer, além de aprovar os orçamentos do governador. Ambas as reformas fortaleceriam o estado central e enfraqueceria o poder legislativo (canadense).
Sydenham reformou o Conselho Executivo, nomeando entre seus membros ministros do governo pela primeira vez (ou seja, a Regra do Gabinete). Ele tentou pedir o apoio dos reformistas nomeando Baldwin como Procurador-Geral em 1840. Para seguir seu próprio princípio de governo responsável, Baldwin precisava buscar eleições para que ele, um ministro do governo, pudesse ser responsável perante a assembleia eleita e não à Coroa.
Os tumultos da Ordem de Orange durante as eleições cívicas de Toronto, em janeiro de 1841, convenceram Baldwin de que ele nunca ganharia uma eleição naquela cidade. Devido a isso, buscou se candidatar às eleições nos isolados distritos eleitorais de Hastings, Ontário e 4th York. Os Filhos da Paz, uma seita quaker do Canadá Superior sob a liderança de David Willson, desempenharam um papel importante no movimento reformista pré-rebelião, conseguiu eleger Baldwin em 4th York e ele tornou-se assim, o primeiro membro a ser eleito para o Parlamento Unido. Mais tarde, foi também eleito por Hastings.

### Baldwin e La Fontaine

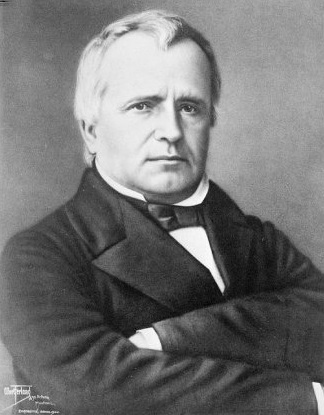
Louis-Hippolyte La Fontaine, "Pai do Governo responsável".

Embora Baldwin tenha sido eleito para duas cadeiras no Canadá Oeste, os reformadores estavam em minoria. No Canadá Leste, o gerrymandering e a violência da Ordem de Orange foram utilizados para evitar a eleição de Louis-Hippolyte La Fontaine, líder dos reformistas franco-canadenses em Terrebonne. Para garantir que La Fontaine conquistasse uma cadeira no parlamento, Baldwin propôs a David Willson, líder dos Filhos da Paz, que nomeasse La Fontaine para a cadeira em 4th York. Baldwin também insistiu para que Sydenham incluísse La Fontaine no Conselho Executivo reformado, ou ele renunciaria como procurador-geral. Sua aliança permitiu que La Fontaine fizesse parte da assembleia em 1841 e que Baldwin ganhasse a eleição parcial em 1843.

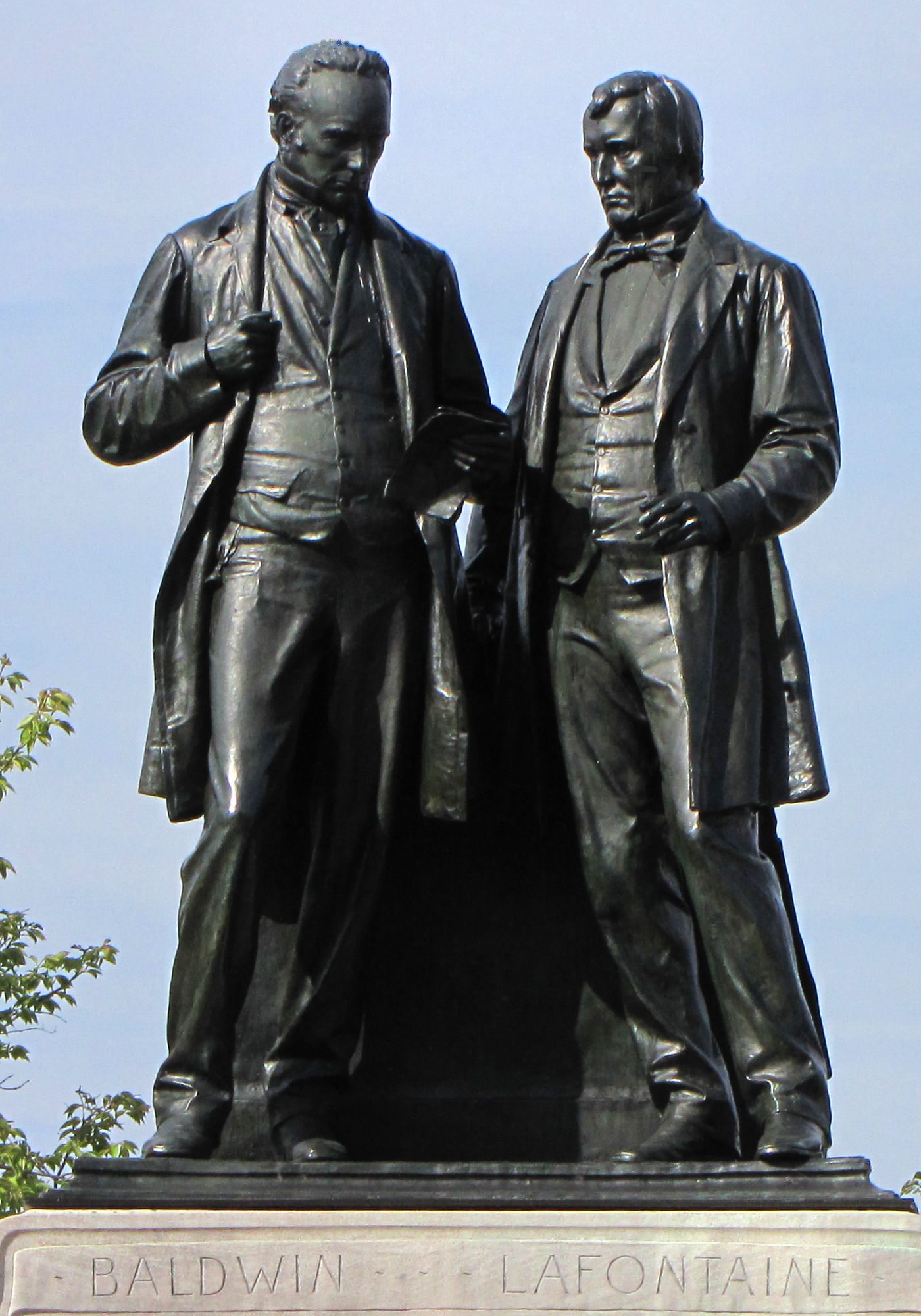
Estátua de Robert Baldwin e de Louis-Hippolyte La Fontaine por Walter Seymour Allward na Colina do Parlamento em Ottawa.

Em 3 de setembro de 1841, os Filhos da Paz realizaram uma campanha para Baldwin e La Fontaine em seu Templo em Sharon. Apesar das ameaças de violência da Ordem de Orange, La Fontaine foi eleito representante de 4th York.
No entanto, antes que La Fontaine pudesse ocupar seu lugar, o governador Sydenham morreu. O seu substituto, Sir Charles Bagot, não foi capaz de formar um gabinete misto de reformadores e tories, e foi forçado a incluir o "Partido canadense" sob a liderança de La Fontaine. La Fontaine se recusou a participar do Conselho Executivo, a menos que Baldwin também fosse incluído. Bagot finalmente foi forçado a aceder em setembro de 1842 e quando ficou gravemente enfermo depois disso, Baldwin e La Fontaine se tornaram os primeiros primeiros-ministros da Província do Canadá. No entanto, para assumir o cargo de ministro, os dois tiveram que concorrer à reeleição. Enquanto que La Fontaine foi facilmente reeleito em 4th York, Baldwin perdeu sua cadeira em Hastings como resultado da violência da Ordem de Orange. Foi então que o pacto entre os dois se consolidou completamente, pois La Fontaine providenciou para que Baldwin fosse eleito por Rimouski, Canadá Leste. Esta era a união dos Canadás que eles tanto procuravam, onde La Fontaine superou o preconceito linguístico para se apossar do Canadá inglês e Baldwin obteve seu assento no parlamento, graças ao Canadá francês.

### Metcalfe e a Associação de Reformas do Canadá

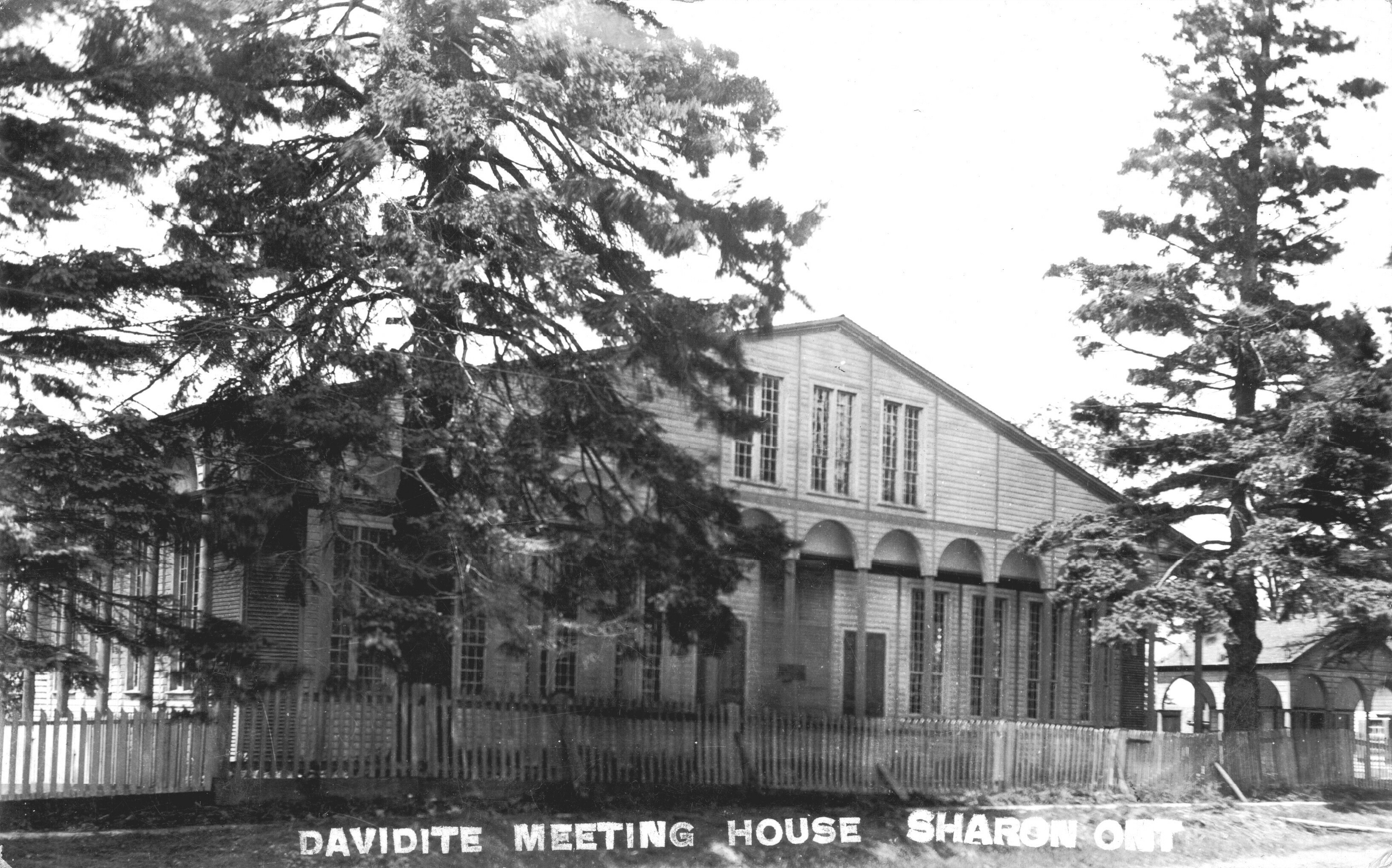
A Segunda Casa de Reunião, Sharon, onde a Associação de Reforma se reuniu em junho de 1844.

O ministério de Baldwin-La Fontaine durou apenas seis meses antes do governador Bagot também morrer em março de 1843. Ele foi substituído por Charles Metcalfe, cujas instruções eram a de analisar as reformas "radicais" do governo. A relação entre Baldwin e Metcalfe prejudicou o projeto de lei das Sociedades Secretas de Baldwin, que buscava acabar com a Ordem de Orange e sua violência política. Metcalfe rejeitou a legislação e começou a nomear seus próprios apoiadores para cargos de patrocínio sem a aprovação de Baldwin e de La Fontaine. Eles renunciaram em novembro de 1843, iniciando uma crise constitucional que durou um ano. Esta crise de um ano, em que a legislatura foi prorrogada "forçou uma articulação comparável e repensou os fundamentos do diálogo político na província".

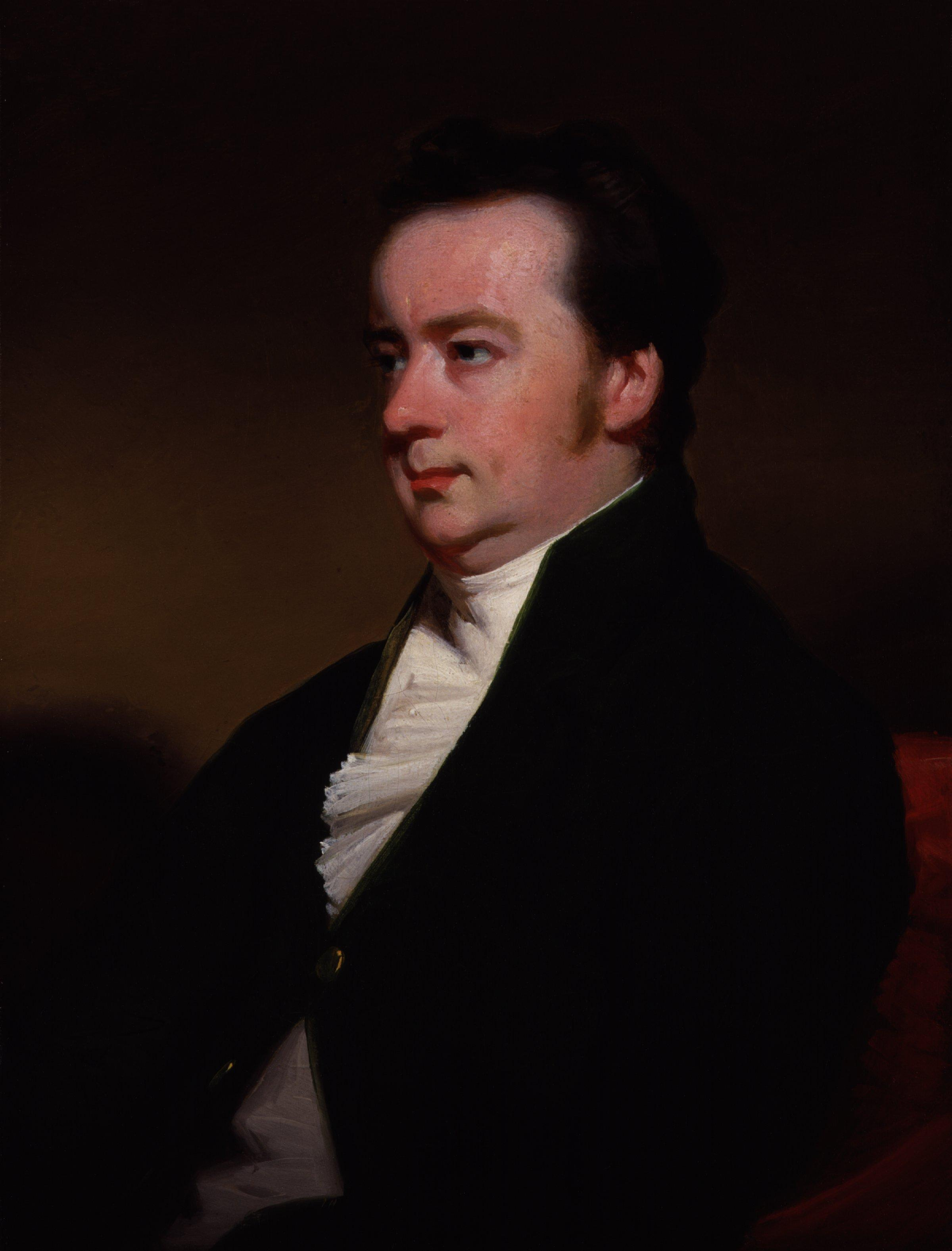
Lorde Charles Metcalfe.

Durante a crise de um ano, Metcalfe defendeu o sistema de Sydenham e suas concepções de um governo capitalista liberal e limitado, responsável pelo Estado imperial e não pela Assembleia local; ele continuou a governar, demonstrando a irrelevância do Parlamento. Baldwin então criou uma "Associação de Reforma" em fevereiro de 1844 para unir o movimento da Reforma no Canadá Oeste e para explicar sua compreensão de governo responsável antes das eleições esperadas. Foram criados vinte e dois ramos. Um grande encontro de todos os ramos da Associação de Reforma foi realizado na Segunda Casa de Reunião dos Filhos da Paz em Sharon. Foi, em última análise, para servir de trampolim para a candidatura bem sucedida de Baldwin em 4th York. Baldwin não perdeu a chance de concorrer depois do fracasso em Hastings. A violência da Ordem de Orange continuou a excluir qualquer chance de Baldwin vencer em Hastings, ou em 2nd York, onde ele havia perdido para o líder da Ordem, George Duggan. La Fontaine, em mais um outro ato de amizade, desistiu de sua cadeira, representando 4th York, e permitiu que o desesperado Baldwin concorresse a ela. David Willson, que havia organizado a cerimônia de abertura da Associação de Reforma, agora se tornou o gerente da campanha eleitoral de Baldwin. Foi relatado que mais de três mil pessoas participaram desta reunião de junho para eleger Baldwin.

### A conquista do governo responsável

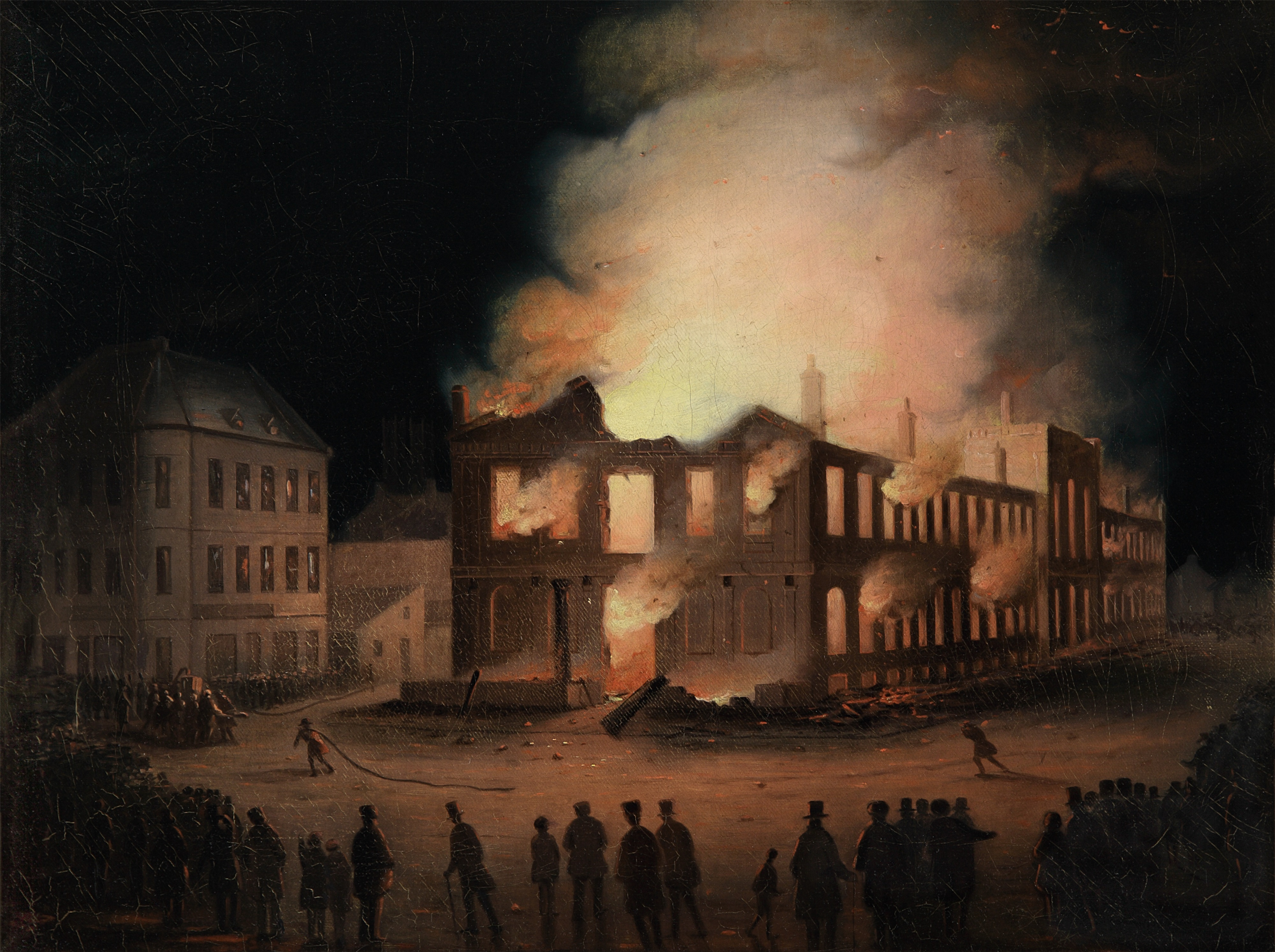
Joseph Légaré, O incêndio do prédio do Parlamento em Montreal, 1849.

Nas eleições gerais que se seguiram, o governador-geral foi apoiado por uma estreita maioria. A crise política de um ano, porém, deixou claro que o governo responsável era inevitável; até mesmo o antigo pacto dos conservadores, agora remodelados em um partido conservador incipiente, exigiram alguma forma de governo responsável. Metcalfe continuou a governar até ficar gravemente doente em 1846. O novo governador-geral, Lorde Elgin, foi enviado especificamente para reconhecer o governo responsável nos Canadás. Em 1848, os reformistas retornaram novamente ao poder, e Baldwin e La Fontaine formaram sua segunda administração em 11 de março e conduziram inúmeras reformas importantes, incluindo a Lei da Anistia, que ofereceu perdões a todos os envolvidos na rebelião de 1837-1838, a criação de uma secular Universidade de Toronto, e a introdução do governo municipal. Isso provocou tumultos comandados pela Ordem de Orange e o incêndio criminoso dos edifícios do Parlamento.

### Reforma transformada
Os reformadores baldwinitas não eram um partido político. Com o objetivo principal alcançado, o centro não poderia mais aguentar por mais tempo. As dissensões internas logo começaram a surgir, e em 1851 Baldwin renunciou. A luta especial que levou à sua renúncia foi uma tentativa de abolir o tribunal da chancelaria do Canadá Superior, cuja constituição se deveu a uma medida introduzida por Baldwin em 1849. A tentativa, embora vencida, foi apoiada por uma maioria dos representantes do Canadá Superior e a consciência fastidiosa de Baldwin tomou isso como um voto de desconfiança. Uma razão mais profunda foi sua incapacidade de aprovar as visões avançadas dos radicais, ou "Clear Grits", como eles vieram a ser chamados. Ao buscar a reeleição em York, ele se recusou a dar qualquer promessa sobre a grande questão das reservas do clero protestante e foi derrotado. Em 1853, o Partido Liberal-Conservador, formado em 1854 por uma coalizão, tentou levá-lo a ser candidato para a câmara alta, que era nesta data eletiva. Apesar de ter rompido com os reformistas avançados, Baldwin não conseguiu aprovar a tática de seus oponentes e recusou-se a concorrer.
Baldwin morreu em 9 de dezembro de 1858 em Spadina aos 54 anos de idade. Mesmo aqueles que se opuseram mais fortemente às suas medidas, admitiram a pureza e o altruísmo de seus motivos. Após a concessão do governo responsável, ele se dedicou a trazer um bom entendimento entre os habitantes ingleses e francófonos do Canadá, e sua memória é considerada tão querida entre os canadenses franceses quanto na província natal de Ontário.